# آنتارا بیسواس
آنتارا بیسواس (به انگلیسی: Antara Biswas) یا مونا لیزا (زاده ۲۱ نوامبر ۱۹۸۲) بازیگر هندی است.
از کارهای معروف او می‌توان به بازی در فیلم پول باشه یار هم میاد، دوشیزه و قافله اشاره کرد.